# 云顶集团
云顶集团（英語：Genting Group，MYX：3182）通常是指云顶有限公司，马来西亚华裔商人林梧桐在1964年开发及创办。其下最大工程为云顶度假村，度假村内最大设施为赌场及娱乐场所。这也是马来西亚国内最具规模的旅游胜地之一。
云顶集团以云顶有限公司的名义在马来西亚股票交易所上市。云顶有限公司是以下五间公司的总公司。总雇员大约为36,000名。主要度假村占地11,000英亩(44平方公里)及总占地175,000英亩(708平方公里)。集团股价总值约110億美元。
于2021年9月23日，云顶位列2021年《亚洲品牌500强》排行榜第485位。

## 集团结构
- 云顶有限公司 - 集团主要公司及操控其他四间公司的主公司。总部设于马来西亚。在马来西亚股票交易所上市
- 雲頂馬來西亞有限公司 (云顶控股操控49%) - 主要产业为休闲，酒店，游戏及娱乐。在马来西亚股票交易所上市
- 云顶新加坡有限公司 (云顶控股操控52%) - 主要产业为休闲，酒店，游戏及娱乐。在新加坡股票交易所上市及股价总值约33億美元。
- 云顶种植有限公司 (云顶控股操控55%) - 主要业务为开发及地产。在马来西亚股票交易所上市及股价值总值约7億美元。
- 云顶香港有限公司 林氏家族持股57.49%(云顶控股操控18.44%) - 在香港股票交易所上市及股价总值约16億美元。主要业务为麗星邮轮服务。

- NCL Corporation Ltd (云顶香港有限公司操控50%) -
- 云顶国际（集团）开发实业有限公司一透過控制广州云顶联合实业有限公司丶汕尾市云顶旅游实业有限公司等關聯企業是云頂集團在中國大陸進行地產投資丶實業投資的主要子公司之一[2][3][4]

## 业务
自从本地业务上了轨道，云顶集团开始开拓其他/海外业务如地产，生命科技、醫療保健、纸张，包装，发电机，石油及電力、能源、煤气，甚至和其它公司合作开拓资讯业务。现在最大的海外业务为星夢郵輪。
云顶集团和它的生意伙伴取得了新加坡第二張赌场执照，在新加坡圣淘沙岛建立名为圣淘沙名胜世界的娱乐场所。这个工程需要大量的酒店，游乐场所，休闲场所和其他设施如购物中心。因此，这会带动东南亚甚至亚洲的旅游业，让国外游客多了一个度假的地方。
自从林梧桐退休以后，其集团业务就由他的次子林国泰接手成为董事长及首席执行官。
集團有意進軍越南、澳門、澳大利亚賭業。

## 相关连接
- 官方网站（页面存档备份，存于）

## 分类
1. ↑  .   [2021-12-06]. （原始内容存档于2022-02-16）.
2. ↑  .   [2023-09-23]. （原始内容存档于2023-10-19）.
3. ↑  广州云顶公司介绍
4. ↑  汕尾市云顶旅游实业有限公司简介
5. ↑  . www.wildsingapore.com.   [2007-10-23]. （原始内容存档于2017-02-02）.
6. ↑  .   [2014-11-29]. （原始内容存档于2014-11-29）.
7. ↑  3富豪联手．56亿澳洲赌场渡假村到手[]
8. ↑  .   [2022-09-27]. （原始内容存档于2022-10-02）.